# Сквіртл
Сквіртл (англ. Squirtle, яп. ゼニガメ) в Японії відомий як Денігаме (яп. senigame) — покемон, істота з серії ігор, манги та аніме «Покемон», що належить компаніям Nintendo і Game Freak. Сквіртл був створений Кеном Сугіморі разом з командою розробників Game Freak і вперше з'явився в іграх Pokémon Red & Blue, а потім і в різному мерчандайзері, спін-оффах, анімаційній та друкованій адаптаціях франшизи, включаючи Pokémon Go. Сквіртл може еволюціонувати в Вартортлі, який своєю чергою еволюціонує в Бластойзі.

## Загальна характеристика
Сквіртл — це невеличкий черепахоподібний покемон із блакитнуватою шкірою, дуже кмітливий, якого можна легко натренувати. Саме тому його рекомендують тренерам-початківцям, разом з Бульбазавром і Чармандером. До речі, найбільше Сквіртл товаришує з Пікачу, тому їх радять брати в одну команду. Якщо Сквіртл здоровий, то у нього має бути міцний панцир, який він використовує у багатьох атаках. Сквіртл дуже добрий плавець, який до того ж може перевозити невеликі вантажі на своєму панцирі. Це перша форма еволюції, наступні Вортартл і Бластойз. Еволюціонує на рівні 16. Сквіртл належить до водного типу покемонів. Вид: черепаха. Зріст покемона приблизно 50-54 см, вага: близько 9 кг. Судячи з його типу, Сквіртлу простіше перемагати вогняних, металічних, земляних і кам'яних покемонів, а програватиме він найчастіше іншим водяним, електричним, рослинним і покемонам-драконам. Сквіртли мешкають переважно в озерах. Серед усієї кількості популяції самиць 12%, а самців — 88%.

## Атаки
- Хватка (укус) — Сквіртл кусає супротивника своїми міцними щелепами;
- Лобовий удар — Сквіртл розганяється й атакує своєю міцною головою в польоті;
- Удар головою (бодання) — Сквіртл б'є супротивника головою один чи декілька разів;
- Удар панциром (атака мушлею) — Сквіртл б'є ворога панциром, ховаючись або не ховаючись у ньому;

• Відступ — Сквіртл ховається у свій панцир і відступає, або просто чекає доки його перестануть атакувати;
• Стрибання — Сквіртл стрибає, щоб уникнути атаки супротивника;
• Дряпання — Сквіртл дряпає кігтями свого супротивника;
• Кипіння — Сквіртл кип'ятить воду, що значно пошкоджує супротивника або заважає йому;
• Водяна зброя — Сквіртл має декілька її різновидів, залежно від сили струменю води: водяний пістолет, водомети, водомет, водяна гарматка, водяна гармата, потужна водяна гармата, водяне биття, потік, стрімкий потік, водоспад, реактивний водомет, приплив з відпливом; — в усіх випадках Сквіртл використовує струмені води, які випускає по супротивнику з рота, крім останнього, де Сквіртл сам знаходиться у водяному потоці;
• Водяна помпа — Сквіртл ховається у панцир і атакує, обертаючись, водою з отворів;
• Пускання піни — Сквіртл пускає піну, яка може засліпити ворога;
• Водяний хвіст — Сквіртл створює навколо хвоста, що направлений догори, водяну спіраль, що рухається й обливає супротивника потоками води;
• Крижаний промінь — Сквіртл створює крижаний промінь, що може заморозити супротивника;
• Боротьба — Сквіртл починає битися з ворогом;
• Швидкісне обертання — Сквіртл ховається в панцир і починає швидко обертатися, щоб вдарити супротивника чи відбити його атаку;
• Хльосткий хвіст — Сквіртл завдає хльосткого удару хвостом по супротивнику;
• Бульбашки — Сквіртл атакує ворога бульбашками;
А також Сквіртл у змозі вивчити й інші менш поширені та потужніші атаки, наприклад, танок дощу, заступництво, ковзання, міцність, кам'яний удар, зосереджений удар, подвійний край, отрута, град, прихована сила, заметіль, руйнування, залізний хвіст, повернення, копання, розлом цеглини, подвійна команда, кам'яна могила, фасад, таємна потужність, розсіл, бульбашковий промінь, атака тілом, відпочинок, притягання, кидок, терпіння, обертовий м'яч, переманювання, сонний голос, природна доброчинність, важність, замісник і водяне кільце.